# Ілля Муромець (фільм)
«Ілля Муромець» (рос. Илья Муромец) — перший радянський широкоекранний художній фільм Олександра Птушка за мотивами російських народних билин про богатиря Іллю Муромця. Прем'єра відбулася 16 вересня 1956 року.

## Сюжет
Захисник Русі, богатир Ілля Муромець за наклепи бояр потрапляє в князівське підземелля. Але коли на рідну землю знову приходить біда, змушений князь йти на уклін до Муромця і друзів його — Альоші Поповича і Добрині Микитовича…

## У ролях
- Борис Андрєєв — богатир Ілля Муромець
- Андрій Абрикосов — князь Володимир
- Наталія Медведєва — княгиня Апраксія
- Нінель Мишкова — Василиса, дружина Іллі Муромця
- Олександр Шворін — Сокольничек (20 років), син Іллі
- Сергій Мартінсон — боярин Мішатичка
- Георгій Дьомін — Добриня Микитич
- Сергій Столяров — Альоша Попович
- Михайло Пуговкін — майстер Розумій
- Володимир Соловйов — Касьян
- Ія Арепіна — Оленка, кохана Альоші Поповича
- Всеволод Тягушев — Матвій Сбродович
- Микола Гладков — боярин Пленчище
- Шукур Бурханов — Калин-цар
- Садикбек Джаманов — мурза Сартак
- Муратбек Рискулов — шаман Неврюй
- Шамши Тюменбаєв — Азвяк
- Сергій Троїцький — боярин
- Тамара Носова — бояриня Берметівна
- Олександра Данилова — мати Василини
- Лев Лобов — купець
- Іван Рижов — начальник кінної варти
- Хабібулло Абдураззаков — половець
- Іван Бондар — зброяр
- Ольга Ленська — епізод
- Ан Сон Хі — виконавиця танцю тугарянки

## Знімальна група
- Сценарій:  Михайло Кочнєв
- Постановка:  Олександр Птушко
- Оператори:  Федір Проворов,  Юлій Кун
- Художник:  Євген Куманьков
- Художник по костюмах:  Ольга Кручиніна
- Композитор:  Ігор Морозов
- Звукооператори: Марія Бляхіна, Володимир Богданкевич
- Другий режисер:  Дамір Вятич-Бережних
- Другий оператор:  Геннадій Цекавий
- Монтаж: М. Кузьміна
- Грим: І. Чеченіна
- Комбіновані зйомки:
  - художник:  Євген Свідєтєлєв
  - оператори:  Олександр Ренков,  Борис Травкин
- Конструктор: В. Смирнов
- Редактор: І. Ростовцев
- Директор картини:  Гліб Кузнецов
- Оркестр Головного управління по виробництву фільмів. Диригент:  Семен Сахаров